# Pilar (Capiz)
Pilar ist die östlichste Großraumgemeinde in der Provinz Capiz auf der Insel Panay auf den Philippinen. Sie hat 45.287 Einwohner (Zensus 1. August 2015), die in 24 Barangays leben. Sie gehört zur dritten Einkommensklasse der Gemeinden auf den Philippinen und wird als teilweise urban beschrieben.

## Geographie
Pilar liegt an der Nordküste der Insel Panay an der Pilar-Bucht, in der das vier Hektar große Tukad-Riff ca. 10 km vor der Küste der Gemeinde liegt. Die Hauptstadt der Provinz, Roxas City, liegt ca. 46 km westlich der Gemeinde und ist über die Küstenstraße von dort zu erreichen. Die Nachbargemeinden sind President Roxas im Westen, Carles und Balasan im Osten. Der Internationale Flughafen von Iloilo City ist ca. 146 km entfernt.

## Sehenswürdigkeiten
In der Gemeinde steht die höchste Marienstatue auf dem asiatischen Kontinent. Sie ist 26 Meter hoch und steht im Agtaline Shrine. In der Kirche ist auch die Lola Ibe aufgebahrt. Geboren als Maria de Juan Basañes wurde sie 10 Jahre nach ihrem Tode exhumiert und kein wesentlicher Verwesungsprozess festgestellt. Ihre Leiche war in einem natürlichen Prozess mumifiziert worden, dieses wird auf den Philippinen als ein Wunder angesehen.
Auf dem Gebiet der Gemeinde liegen die beiden Höhlen Balisong und Puting Bato, sowie die drei Wasserfälle Hinulugan, im Brgy. Tabunacan, Lalawgon, im Brgy. Yating, und Kawawa, im Brgy. San Silvestre.

## Barangays
| - Balogo - Binaobawan - Blasco - Casanayan - Cayus - Dayhagan - Dulangan - Monteflor - Natividad - Olalo - Poblacion - Rosario | - San Antonio - San Blas - San Esteban - San Fernando - San Nicolas - San Pedro - San Ramon - San Silvestre - Sinamongan - Santa Fe - Tabun-acan - Yating |